# Micropogonias megalops
Micropogonias megalops és una espècie de peix de la família dels esciènids i de l'ordre dels perciformes.

## Morfologia
- Els mascles poden assolir 40 cm de longitud total.[4][5]

## Hàbitat
És un peix de clima subtropical i bentopelàgic que viu fins als 26 m de fondària.

## Distribució geogràfica
Es troba a l'oceà Pacífic oriental central: Mèxic.

## Observacions
És inofensiu per als humans.